# Barry Mungar
Barry Mungar (Ottawa, 4 novembre 1961) è un ex cestista canadese.

## Carriera
Venne selezionato dai Washington Bullets al quarto giro del Draft NBA 1986 (82ª scelta assoluta).
Con il Canada disputò i Campionati mondiali del 1986, i Campionati americani del 1988 e i Giochi olimpici di Seul 1988.